# Vilho Rättö
Vilho Rättö, né le 10 mars 1913, à Kanneljärvi, et mort le 21 janvier 2002, à Anjalankoski, est un soldat puis chevalier finlandais de la Croix de Mannerheim, dans la vie civile chauffeur et ouvrier industriel.
Le soldat Rättö était le quatrième chevalier de la Croix de Mannerheim et le premier soldat à recevoir la haute décoration. Ensuite, il fut mitrailleur antichar dans le régiment d'infanterie JR 27 (en finnois Jalkaväkirykmentti 27 (fi)) pendant la guerre de continuation. 
La raison invoquée pour ce prix était la capture d'un canon antichar ennemi, la destruction de quatre chars soviétiques, ainsi que ses actions vaillantes et son ingéniosité dans les batailles auxquelles il a participé.
Selon une autre source, 5 ou 6 chars ont été détruits par Rättö lors de cette bataille d'août 1941. Immédiatement après la bataille, le colonel Aaro Pajari (en), commandant de la 18e division, avait décerné à Rättö la médaille de la liberté de 1re classe.
Après la guerre, Rättö a progressé en tant que sergent réserviste, pour laquelle il a été promu le 20 novembre 1968.

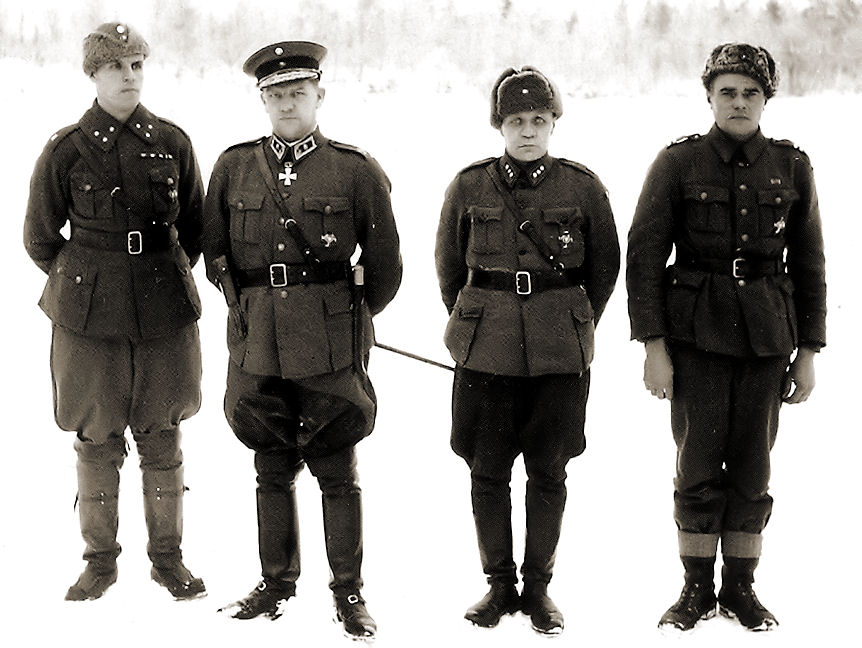
4 Chevaliers de la Croix de Mannerheim, de gauche à droite : le capitaine Eero Kivelä, le général de division Aaro Pajari, le capitaine Juho Pössi et le caporal Vilho Rättö